# Росс Батлер
Росс Батлер (англ. Ross Butler; нар. 17 травня 1990, Сінгапур) — американський актор. Свою найбільшу популярність здобув завдяки ролі Бретта у фільмі Disney Channel «K.C. Undercover», ролі Нейта в телефільмі «Ідеальний кайф» та участі в серіалах «Рівердейл» та «Тринадцять причин чому».

## Біографія
Батлер був усиновлений в Сінгапурі. Його батько — британець, а мати індонезійка.
Ще бувши дитиною переїхав до США, де виховувався лише матір'ю. Жив тоді в Маклейні, штат Вірджинія. Навчався в середній школі Ленґлі, яку закінчив у 2008 році. Далі вступив до Університету штату Огайо, який залишив після першого року навчання. Згодом, переїхав до Лос-Анджелеса та почав брати уроки акторської майстерності.

## Особисте життя
Про Росса немає жодних світських пліток. Це не через постійне приховування особистого життя, а через його відсутність. Спочатку актор наголошував, що не готовий витрачати час на будування стосунків, оскільки на першому місці ставить кар'єру. Тепер він став досить популярним, але дівчину ще не знайшов.

## Фільмографія
| Рік       |    | Українська назва                | Оригінальна назва                   | Роль                         |
| --------- | -- | ------------------------------- | ----------------------------------- | ---------------------------- |
| 2013      | ф  | Табір Саншайн                   | Camp Sunshine                       | Тоні                         |
| 2013—2013 | с  | Особливо тяжкі злочини          | Major Crimes                        | Єн Йоріта                    |
| 2014      | ф  | Хеппіленд                       | Happyland                           | Скотт                        |
| 2015      | ф  | Літо. Пляж. Кіно 2              | Teen Beach 2                        | Спенсер                      |
| 2015      | ф  | Ідеальний кайф                  | Perfect High                        | Нейт                         |
| 2015      | ф  | Гонитва за життям               | Chasing Life                        | Хантер                       |
| 2015—2016 | с  | К. С. Під прикриттям            | K.C. Undercover                     | Бретт                        |
| 2016—2017 | с  | Вовченя                         | Teen Wolf                           | Натан Пірс                   |
| 2017—2021 | с  | Рівердейл                       | Riverdale                           | Реджі Мантала                |
| 2017—2020 | с  | Тринадцять причин чому          | 13 Reasons Why                      | Зак Демпсі                   |
| 2019      | ф  | Шазам!                          | Shazam                              | Юджин                        |
| 2021      | ф  | Усім хлопцям: Завжди і назавжди | To All the Boys: Always and Forever | Тревор                       |
| 2021      | мф | Рая та останній дракон          | Raya and the Last Dragon            | вождь племені Хребта (голос) |
| 2023      | ф  | Шазам! Лють Богів               | Shazam! Fury of the Gods            | Юджин                        |